# Boot (vaartuig)

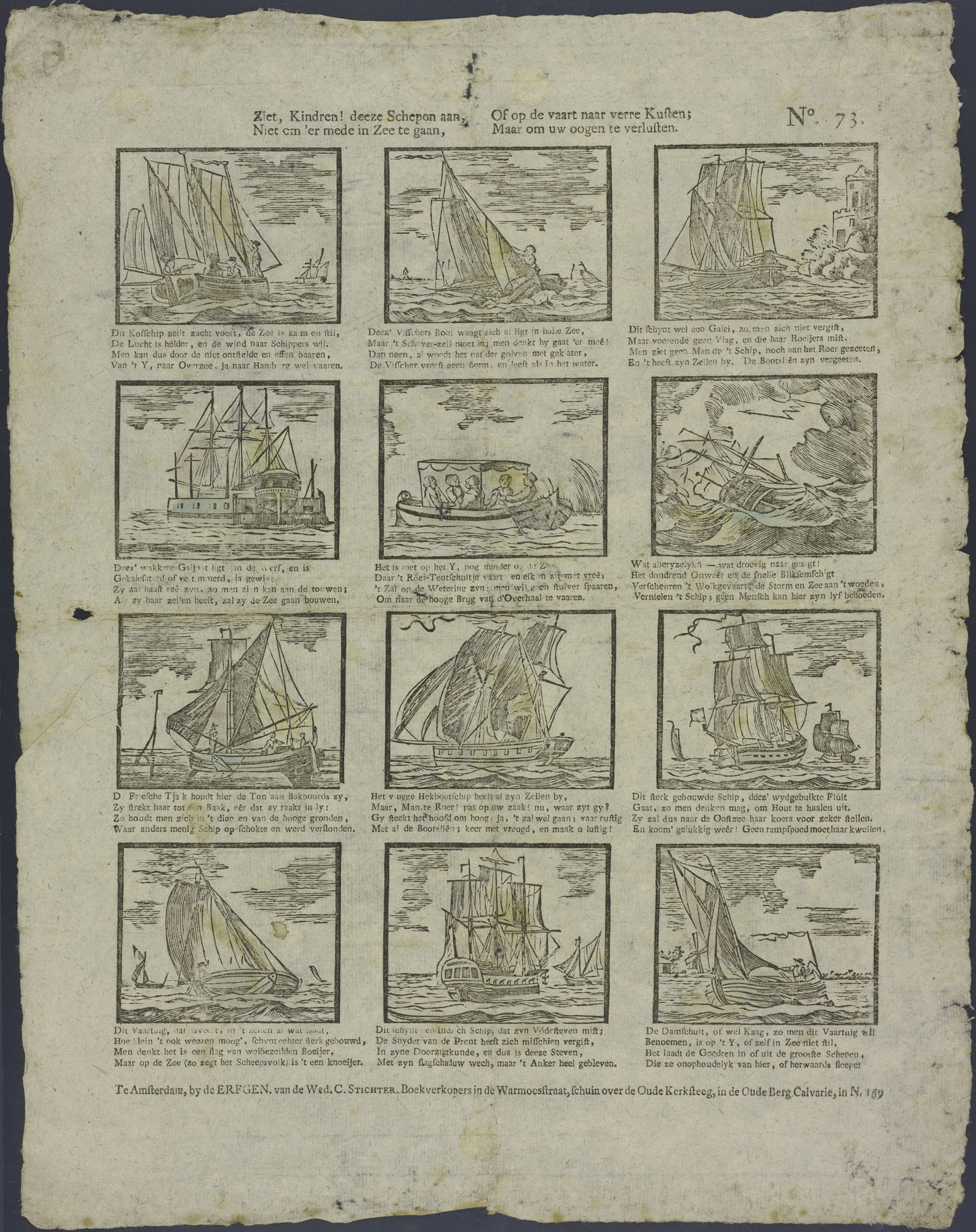
Een aantal boten op een centsprent van rond 1800: kofschip, vissersboot, galei, galjoot, roeiboot met tent, Friese tjalk, hekbootschip, fluit, boeier, een Indisch schip, een damschuit en kaag.

Een boot is een watervaartuig, een groot vaartuig wordt ook vaak schip genoemd.

## Onderscheid boot en schip
In verschillende talen worden de woorden 'boot' en 'schip' gebruikt, bijvoorbeeld het Engels boat en ship en Duits Boot en Schiff, maar het onderscheid is vaag. De gebruiksfrequentie van het woord boot is tegenwoordig groter dan dat van schip maar het woord schip is ouder. Het woord boot is teruggevonden in een oorkonde van 1293.
Tegenwoordig gebruikt men de term boot veelal voor een vaartuig dat vanwege het formaat meestal voor het plezier gebruikt wordt; een schip komt vaker voor in de beroepsvaart. Maar dat is geen algemeen aanvaarde regel. Veel vissers verdienen hun brood met een relatief kleine vissersboot, mensen wonen of houden kantoor op een woonboot en voormalige beroepsvaartschepen worden - zeker in Nederland - vaak recreatief gebruikt.
Het door elkaar gebruiken van de termen 'boot' en 'schip' is al terug te vinden in 19e-eeuws Nederlands, met de invoering van het begrip stoomboot, eerst kleine scheepjes met aan boord een stoommachine als voortstuwende kracht. Toen de stoommachine werd aangebracht in wat nog steeds gedeeltelijk zeilschepen waren, vervaagde het begrip en werden deze vaartuigen soms 'stoomschip' en soms 'stoomboot' genoemd. Uit deze eeuw stamt bijvoorbeeld de "Hollandse Stoomboot Maatschappij", een onderneming met zeeschepen voor personen- en goederenvervroer in de grote vaart.
Een ander woord dat wordt gebruikt is 'bodem', dat kan een zeeschip zijn, zowel voor de handel als oorlogvoering maar ook een kleiner handelsschip zoals een platbodem. In zekere mate is deze betekenis overgegaan op 'schip'. In het Engels wordt het eveneens onscherpe onderscheid tussen 'boot' en 'schip' nog wel aangeduid met de frase: een schip kan een boot aan boord nemen, maar een boot kan geen schip aan boord nemen. Grosso modo zou je kunnen zeggen dat elk schip een boot is, maar niet elke boot een schip.
Ook bestaat het algemene woord 'schuit'.

## Betekenissen van het woord boot

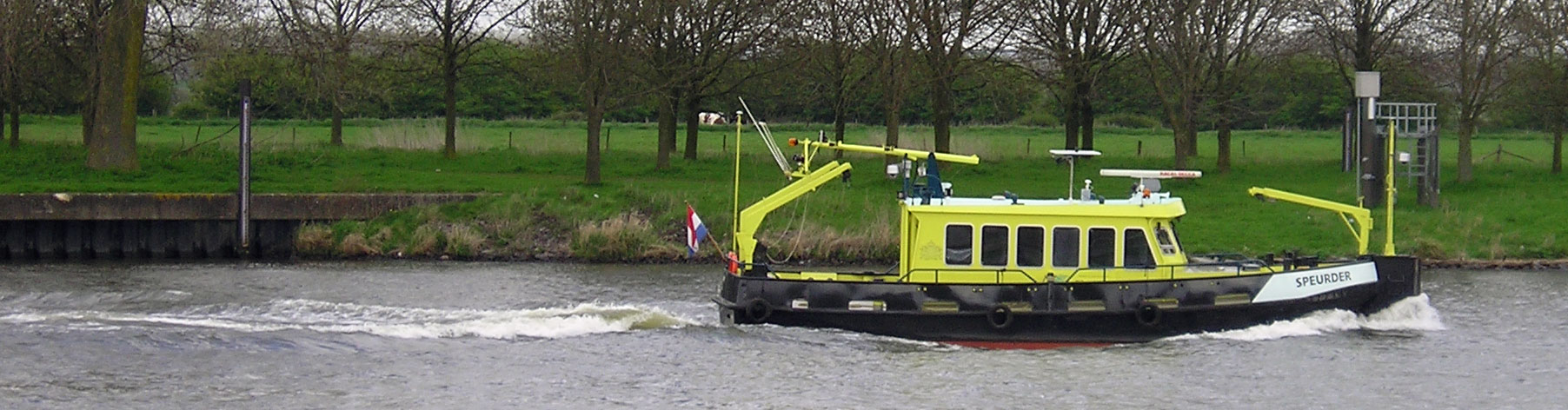
Boot Speurder Rijkswaterstaat

- Een open vaartuig van geringe afmetingen. Een halfgedekte boot is een boot met een vast voordek. Een gedekte boot is een boot met gangboorden en een voor- en achterdek. Een boot van redelijke afmetingen, als zelfstandig vaartuig voor het uitoefenen van beroep of bedrijf gebruikt, noemt men een schuit of in sommige gevallen een praam.
- Scheepstype: zeilend vrachtschip uit de 16de eeuw.
- Verzamelnaam voor diverse typen bij- en dochterboten. Men kent onder meer: de Brabantse boot, de Groninger boot en de Hollandse boot.
- Bepaalde maat zalmdrijver. Grote of zegenboot 7,25 x 2,15m. Volle of hele boot: 7 x 2,15m.
- Verkorting van sleep- en duwboot. Losse boot, vrijvarende boot: een sleepboot zonder sleep of een duwboot zonder bakken.
- Grootste boot aan boord van zeilende zeeschepen, ook de grote boot of sloep genoemd.
- Een speedboot is een boot die gemaakt is om snel te varen. Om dit te bereiken is de romp bijzonder gestroomlijnd, licht gebouwd, en is de boot van een zeer krachtige motor, meestal een buitenboordmotor, voorzien. Een speedboot wordt vaak gebruikt als trekkracht bij het waterskiën.
- Een lijndienst, zoals de boot naar Ameland.
- Figuurlijk: iemand in de boot nemen → bedriegen.
- Figuurlijk: de boot is aan → er komt of is ruzie

## Verschillende boten
- Bierboot
- Bijboot
- Catamaran
- Draagvleugelboot
- Duwboot
- Fluisterboot
- Loodsboot
- Motorboot
- Onderzeeboot
- Opblaasboot
- Reddingboot
- Roeiboot
- Rubberboot
- Sleepboot
- Speedboot
- Stoomboot
- U-Boot (Duitse afkorting van Unterseeboot)
- Veerboot
- Waterstofboot
- Zeilboot